# MT Aerospace
MT Aerospace est une société allemande qui fabrique principalement des pièces de structures de lanceurs spatiaux et des réservoirs d'avions. La société, dont le siège est à Augsbourg, emploie environ 600 personnes. Filiale du groupe allemand OHB elle est l'un des principales entreprises impliquées dans la fabrication des lanceurs européens Ariane 5 et Ariane 6 (environ 10% de la valeur) dont elle construit les éléments de structure du deuxième étage et des propulseurs d'appoint. Elle réalise également des réservoirs installés  à bord de la famille des avions A320 ainsi que des éléments de structure d'hélicoptères, de télescopes terrestres et de missiles. La société était à l'origine une division de la société MAN qui a été filialisée en 2005 et cédée au groupe aérospatial allemand OHB. Elle dispose d'établissements à Mayence (Allemagne), Kourou (Guyane française) et Wolverhampton (Royaume-Uni),,. 